# Cary Building
Le Cary Building du 105-107 Chambers Street, s'étendant le long de Church Street jusqu'à Reade Street, dans le quartier Tribeca de Manhattan, à New York, a été construit en 1856-1857. Il a été conçu dans le style néo-Renaissance italien, avec une façade en fonte. Le bâtiment de cinq étages à double façade a été construit pour William H. Cary's Cary, Howard & Sanger, une entreprise de produits secs,. 
Le bâtiment a été désigné monument historique de la ville de New York en 1982 et a été inscrit au registre national américain des lieux historiques en 1983. Le bâtiment abritait autrefois le siège du journal The New York Sun. 